# Tabitha Vinten
Susanne Tabitha Vinten (født 7. marts 1947) er en dansk skuespiller.
Vinten var elev hos Søren Weiss og blev uddannet fra Skuespillerskolen ved Odense Teater i 1970. Desuden fik hun sangundervisning hos Svend Prahl 1963-67 og hos Rigmor Gadborg 1968-73. Hun har gennem flere år været tilknyttet Boldhus Teatret, men har også haft roller på Østre Gasværk Teater og Nørrebros Teater.

## Filmografi
- Livsens Ondskab (1972)
- Perfect world (1990)